# Neoguraleus lyallensis
Neoguraleus lyallensis är en snäckart. Neoguraleus lyallensis ingår i släktet Neoguraleus och familjen kägelsnäckor.

## Underarter
Arten delas in i följande underarter:
- N. l. lyallensis
- N. l. tenebrosus